# Jacob Hergenhahn
Jacob Charles Hergenhahn (Ludwigshafen am Rhein, 11 novembre 1881 – Los Angeles, 20 maggio 1966) è stato un ginnasta e multiplista tedesco.
Partecipò ai Giochi della III Olimpiade che si svolsero a Saint Louis nel 1904. All'Olimpiade prese parte alle gare di concorso generale, concorso generale - tre eventi, triathlon e concorso generale a squadre. Il risultato migliore che riuscì ad ottenere fu il settimo posto nel concorso generale a squadre con il Turnverein Vorwärts di Chicago.